# Jan Zwartkruis
Johannes Hermanus Hendrikus „Jan“ Zwartkruis (* 18. Februar 1926 in Elst, heute zu Overbetuwe; † 7. März 2013 in Soest-Soesterberg, Niederlande) war ein niederländischer Fußballtrainer.

## Karriere
Zwartkruis war insgesamt zweimal Trainer der Niederlande. 1976 übernahm er den Posten von George Knobel für ein Jahr, ehe er vor der Fußball-Weltmeisterschaft 1978 vom Österreicher Ernst Happel abgelöst wurde. Nach der WM 1978 wurde Zwartkruis abermals Trainer der Niederlande und damit Nachfolger seines Nachfolgers. Zwartkruis war für das Unternehmen Fußball-Europameisterschaft 1980 zuständig. Er konnte sich als Gruppensieger in der Qualifikation, mit nur einer Niederlage gegen Polen durchsetzen. Bei der EM lief es jedoch nicht so prächtig wie in der Qualifikation. Die Niederlande schied nach einer Niederlage gegen Deutschland und einem Unentschieden gegen die Tschechoslowakei als Gruppendritter in der Vorrunde aus, nur das Spiel gegen Griechenland konnte gewonnen werden. Ende 1980/Anfang 1981 nahm die Niederlande an der Mundialito in Uruguay teil. Hier nahm man nur an den Gruppenspielen teil und schied aus dem kleinen Turnier in der Vorrunde aus. Insgesamt trainierte Zwartkruis die Niederländer 28 Mal bei Länderspielen. 1981 wurde Zwartkruis durch Rob Baan ersetzt und erschien bis zur Qualifikation zur Fußball-Weltmeisterschaft 1994 nicht mehr auf der Bildfläche. Zwartkruis übernahm für den erstmaligen Versuch der Niederländischen Antillen sich für eine WM zu qualifizieren deren Trainerposten, jedoch war schon nach der ersten Qualifikationsrunde vorbei. Die Niederländischen Antillen verloren in der Gesamtwertung von Hin- und Rückspiel mit 1:4 gegen Antigua und Barbuda.